# Verband Pommerscher Ballspiel-Vereine
Der Verband Pommerscher Ballspiel-Vereine (VPBV) war ein lokaler Fußballverband in der pommerschen Stadt Stettin, der am 2. Juni 1905 gegründet wurde und sich zwischen 1907 und 1911 dem Verband Berliner Ballspielvereine als Ortsgruppe Stettin anschloss. Nach der Neugründung am 18. Juli 1912 schloss er sich 1913 dem Baltischen Rasen- und Wintersport-Verband an.

## Gründung
Nachdem die Stettiner Fußball-Vereinigung und der Verband Stettiner Ballspiel-Vereine nach nur sehr kurzem Bestehen an inneren Streitereien bzw. Desinteresse gescheitert waren, wurde am 2. Juni 1905 mit der Gründung des Verbandes Pommerscher Ballspiel-Vereine ein neuer Versuch unternommen. Die Gründungsmitglieder des VPBV waren: Stettiner FC Titania 1902, SC Preußen 1901 Stettin, FC Adler 1903 Stettin, FC Britannia Stettin, FC Fortuna Stettin und FC Stern Stettin. Am 14. Dezember 1905 wurde die SportVgg. Wacker 1904 Stettin als Mitglied aufgenommen.

## Entwicklung
Die erste Meisterschaft wurde in der Saison 1905/06 ausgetragen. Da die Berichterstattung aus Stettin in den zeitgenössischen Sportzeitungen notorisch schlecht war, blieben viele Informationslücken. Der 1. Verbandstag des VPBV fand erst am 12. August 1906 in Stettin statt. Die Querelen unter den Stettiner Vereinen endeten auch in dem neuen Fußballverband nicht. Bei der Festlegung der Grenzen der Regionalverbände hatte Pommern 1906 eine fragwürdige Sonderstellung erhalten und wurde keinem Regionalverband zugewiesen. Bereits Ende 1905 wurde der Verband Mitglied im Deutschen Fußball-Bund (DFB).
Zum Jahresende 1906 zählte der Verband neun Vereine als Mitglieder. Im Jahre 1907 schloss sich der VPBV dem Verband Berliner Ballspielvereine (VBB) als Ortsgruppe Stettin an und blieb dort Mitglied bis 1911. Die lokalen Meisterschaften wurden weiterhin in eigener Regie organisiert. Um die ständigen Streitigkeiten innerhalb des Verbandes zu schlichten, musste ein Vertreter des VBB regelmäßig in Stettin als Vermittler auftreten. Bald nach dem Zusammenschluss der drei Berliner Verbände am 29. April 1911 endete die Mitgliedschaft der Stettiner Vereine im VBB.
Danach wurde der Verband Pommerscher Ballspiel-Vereine am 18. Juli 1912 neu gegründet und wurde seinerseits Mitglied im Verband Pommerscher Sportvereine. Jetzt wurde der Versuch unternommen sich Gebiete anderer Verbände anzueignen (Mecklenburg, Posen und ein Teil von Brandenburg) und selbst Mitglied im DFB zu werden. Dieses Ansinnen stieß auf Grund der überall bekannten internen Konflikte nur auf Hohn und Spott. Von 1911 bis 1913 gehörten die Stettiner Vereine keinem Regionalverband an und trugen nur die lokale Stadtmeisterschaften aus. Am 16. März 1913 schloss sich der Verband Pommerscher Ballspiel-Vereine schließlich dem Baltischen Rasen- und Wintersport-Verband an.

## Saisonübersichten

### 1905/06
Die Tabelle stellt nur einen Zwischenstand dar, die Abschlusstabelle ist nicht überliefert. Da es zu einem Entscheidungsspiel zwischen den FC Preußen/SVgg Wacker Stettin und Stettiner FC Titania kam, ist davon auszugehen, dass beide Vereine am Ende der Spielzeit punktgleich waren.
| Pl. | Verein                           | Sp. | S | U | N | Tore    | Quote | Punkte |
| --- | -------------------------------- | --- | - | - | - | ------- | ----- | ------ |
| 1.  | Stettiner SVgg 1905 a            | 5   | 5 | 0 | 0 | 041:500 | 8,20  | 10:0   |
| 2.  | Stettiner FC Titania 1902 (M)    | 4   | 4 | 0 | 0 | 071:000 | ∞     | 08:0   |
| 3.  | SC Preußen/SVgg Wacker Stettin b | 5   | 3 | 0 | 2 | 039:100 | 3,90  | 06:40  |
| 4.  | FC Adler 1903 Stettin            | 4   | 2 | 0 | 2 | 019:110 | 1,73  | 04:40  |
| 5.  | FC Saxonia Stettin               | 5   | 2 | 0 | 3 | 005:390 | 0,13  | 04:60  |
| 6.  | Stettiner FC Union               | 4   | 1 | 0 | 3 | 004:150 | 0,27  | 02:60  |
| 7.  | FC Viktoria Stettin              | 3   | 0 | 0 | 3 | 000:250 | 0,00  | 0:60   |
| 8.  | FC Stern 1900 Stettin            | 4   | 0 | 0 | 4 | 000:740 | 0,00  | 0:80   |

| (M) | Titelverteidiger |

#### Entscheidungsspiele
| Datum          |                           | Ergebnis |                         | Austragungsort |
| -------------- | ------------------------- | -------- | ----------------------- | -------------- |
| 13. April 1906 | Stettiner FC Titania 1902 | 1:1      | SC Preußen 1901 Stettin | Stettin        |
| ?. August 1906 | Stettiner FC Titania 1902 | 5:1      | SC Preußen 1901 Stettin | Stettin        |

- Sieger 2. Klasse: SC Preußen/SVgg Wacker Stettin II
- Sieger 3. Klasse: Stettiner FC Titania 1902 III

### 1906/07
| Pl. | Verein                        | Sp. | Punkte |
| --- | ----------------------------- | --- | ------ |
| 1.  | Stettiner FC Titania 1902 (M) | 12  | 20:40  |
| 2.  | SC Preußen Stettin            | 12  | 17:70  |
| 3.  | Stettiner SVgg 1905           | 12  | 12:12  |
| 4.  | FC Blücher Stettin (N)        | 12  | 08:16  |
| 5.  | Stettiner SVgg Wacker         | 12  | 07:17  |
| 6.  | Stettiner FC Union            | 12  | 06:18  |
| 7.  | FC Adler 1903 Stettin         | 12  | 02:22  |

| (M) | Titelverteidiger |
| (N) | Aufsteiger       |

- Sieger 2. Klasse: Stettiner FC Urania I
- Sieger 3. Klasse: Stettiner FC Titania 1902 III

### 1907/08
- Sieger 1. Klasse: Stettiner FC Titania 1902
- Sieger 2. Klasse: SC Preußen 1901 Stettin II

### 1908/09
- Sieger 1. Klasse: Stettiner FC Titania 1902
- Sieger 2. Klasse: SC Preußen 1901 Stettin II
- Stettiner Pokal 1909:
  - 1. Klasse: SC Blücher 1904 Stettin
  - 2. Klasse: SC Preußen 1901 Stettin II

### 1909/10
- Sieger 1. Klasse: SC Blücher 1904 Stettin
- Sieger 2. Klasse: SC Preußen 1901 Stettin II
- Stettiner Pokal 1910:
  - 1. Klasse: Endspiel ausgefallen
  - 2. Klasse: Sport-Britannia 1908 Stettin I

### 1910/11
- Sieger 1. Klasse: Stettiner FC Titania 1902
- Sieger 2. Klasse: Stettiner FC Titania 1902 II
- Sieger 3. Klasse: Stettiner FC Titania 1902 III
- Stettiner Pokal 1911:
  - 1. Klasse: Stettiner FC Titania 1902
  - 2. Klasse: Stettiner FC Titania 1902 II

### 1911/12
Die Tabelle stellt nur einen Zwischenstand dar, die Abschlusstabelle ist nicht überliefert. Da es zu einem Entscheidungsspiel zwischen den Stettiner SC 1908 und SC Preußen Stettin kam, ist davon auszugehen, dass beide Vereine am Ende der Spielzeit punktgleich waren.
| Pl. | Verein                        | Sp. | S | U | N | Tore    | Quote | Punkte |
| --- | ----------------------------- | --- | - | - | - | ------- | ----- | ------ |
| 1.  | SC Preußen 1901 Stettin       | 10  | 8 | 1 | 1 | 054:190 | 2,84  | 17:30  |
| 2.  | Stettiner SC 1908 c           | 10  | 7 | 1 | 2 | 037:170 | 2,18  | 15:50  |
| 3.  | SC Blücher Stettin            | 9   | 3 | 1 | 5 | 024:250 | 0,96  | 07:11  |
| 4.  | Stettiner FC Titania 1902 (M) | 4   | 2 | 2 | 0 | 014:500 | 2,80  | 06:20  |
| 5.  | Stettiner SVgg 1905           | 7   | 2 | 1 | 4 | 017:230 | 0,74  | 05:90  |
| 6.  | Sport-Britannia 1908 Stettin  | 5   | 0 | 1 | 4 | 010:270 | 0,37  | 01:90  |
| 7.  | FC Sport 08 Stettin           | 7   | 0 | 1 | 6 | 007:470 | 0,15  | 01:13  |

| (M) | Titelverteidiger |

#### Entscheidungsspiel
| Datum         |                   | Ergebnis | !Austragungsort                   |
| ------------- | ----------------- | -------- | --------------------------------- |
| 30. Juni 1912 | Stettiner SC 1908 | 2:3      | SC Preußen 1901 Stettin \|Stettin |

- Sieger 2. Klasse: Stettiner SC 1908 II
- Sieger 3. Klasse: Stettiner SC 1908 III
- Stettiner Pokal 1912: SC Blücher Stettin
- Pommernpokal 1912: SV Viktoria Stolp

### 1912/13
Am 16. März 1913 erfolgte der Anschluss an den Baltischen Rasen- und Wintersport-Verband (BRWV). Ab der Spielzeit 1913/14 spielten die Vereine im Bezirk IV Stettin des Kreises III Pommern innerhalb des BRWV.
| Pl. | Verein                       | Sp. | S  | U | N | Tore    | Quote | Punkte |
| --- | ---------------------------- | --- | -- | - | - | ------- | ----- | ------ |
| 1.  | SC Preußen 1901 Stettin (M)  | 12  | 11 | 1 | 0 | 057:140 | 4,07  | 23:10  |
| 2.  | Stettiner FC Titania 1902    | 12  | 7  | 1 | 4 | 030:140 | 2,14  | 15:90  |
| 3.  | Stettiner SC 1908            | 12  | 7  | 0 | 5 | 037:300 | 1,23  | 14:10  |
| 4.  | SC Blücher Stettin           | 11  | 6  | 1 | 4 | 032:220 | 1,45  | 13:90  |
| 5.  | Stettiner SVgg 1905          | 12  | 2  | 2 | 8 | 025:480 | 0,52  | 06:18  |
| 6.  | SC Minerva Stettin d         | 10  | 2  | 0 | 8 | 005:350 | 0,14  | 04:16  |
| 7.  | Sport-Britannia 1908 Stettin | 11  | 1  | 1 | 9 | 018:410 | 0,44  | 03:19  |

| (M) | Titelverteidiger |

- Sieger 2. Klasse: Stettiner SC 1908 II
- Sieger 3. Klasse: SC Preußen 1901 Stettin III

## Vorstand
Die 1. Vorsitzenden im Verband Pommerscher Ballspiel-Vereine:
- 1905 bis 1906 Max Beurich (SC Preußen 1901)
- 1906 bis 1907 Fritz Weber
- 1907 bis 1909 Max Beurich (SC Preußen 1901)
- 1909 bis 1910 Hermann Liedtke (FC Sport 1908)
- 1910 bis 1912 W. Lippke (ASC Marathon 1908)
- 1912 bis 1913 Paul Krohn (Stettiner SC 1908)